# Ploceus taeniopterus
El tejedor del Nilo (Ploceus taeniopterus) es una especie de ave paseriforme de la familia Ploceidae que habita en África oriental.

## Distribución
Se encuentra en la cuenca alta del Nilo distribuido por Sudán, Sudán del Sur, el noreste de la República Democrática del Congo, este de Kenia y Etiopía.